# Stanisław Latalski
Stanisław Latalski z Łabiszyna herbu Prawdzic (ur. 1535, zm. 11 grudnia 1598) – starosta inowrocławski i człuchowski. Syn Janusza wojewody poznańskiego i Barbary z Kretkowskich.
Był wyznawcą luteranizmu. Stanisław Latalski wybudował w Łabiszynie drewniany zbór luterański. Był posłem wielkopolskim na sejm piotrkowski 1562/1563 roku.
24 października 1563 ożenił się z księżniczką Georgią (1531-1574), córką Jerzego I pomorskiego i jego drugiej żony Małgorzaty elektorówny brandenburskiej (zm. 1577).  Ze związku tego urodziła się jedyna córka Marianna (zm. 1598), od 8 sierpnia 1583 żona wojewody kaliskiego Andrzeja Czarnkowskiego, katolika, która jednak wytrwała w wyznaniu ewangelickim.  
Marianna Czarnkowska umarła kilka tygodni przed ojcem, ich pogrzeb odbył się wspólnie w zborze w Łabiszynie.